# Distribució de cua grassa
Una distribució de cua grassa és una distribució de probabilitat que presenta una gran asimetria o curtosi, en relació amb la d'una distribució normal o d'una distribució exponencial. En l'ús comú, els termes cua grossa i cua pesada són de vegades sinònims; de cua grossa de vegades també es defineix com un subconjunt de cua pesada. Les diferents comunitats de recerca afavoreixen una o l'altra en gran manera per raons històriques, i poden tenir diferències en la definició precisa d'una o altra.
Les distribucions de cua grassa s'han trobat empíricament en diverses àrees: física, ciències de la terra, economia i ciències polítiques. La classe de distribucions de cua grassa inclou aquelles les cues de les quals es descomponen com una llei de poder, que és un punt de referència comú en el seu ús a la literatura científica. No obstant això, les distribucions de cua grassa també inclouen altres distribucions de descomposició lenta, com ara el log-normal.

## El cas extrem: una distribució de la llei de potència
El cas més extrem d'una cua grossa ve donat per una distribució la cua de la qual decau com una llei de potència.
És a dir, si la distribució acumulada complementària d'una variable aleatòria X es pot expressar com
{\displaystyle \Pr[X>x]\sim x^{-\alpha }{\text{ quan }}x\to \infty ,\qquad \alpha >0.\,}
aleshores es diu que la distribució té una cua grossa si {\displaystyle \alpha <2}. Per a aquests valors, la variància i la sessió de la cua són matemàticament indefinides (una propietat especial de la distribució de la llei de potència) i, per tant, més grans que qualsevol distribució normal o exponencial. Per valors de {\displaystyle \alpha >2}, l'afirmació d'una cua grassa és més ambigua, perquè en aquest rang de paràmetres, la variància, l'asi i la curtosi poden ser finites, depenent del valor precís de {\displaystyle \alpha } i, per tant, potencialment més petit que una cua normal o exponencial d'alta variància. Aquesta ambigüitat sovint porta a desacords sobre què és o no una distribució de cua grassa. Per {\displaystyle k>\alpha -1}, el {\displaystyle k^{th}} el moment és infinit, de manera que per a cada distribució de la llei de potència, alguns moments no estan definits.

## Aplicacions en economia
A les finances, sovint es produeixen cues grasses, però es consideren indesitjables a causa del risc addicional que impliquen. Per exemple, una estratègia d'inversió pot tenir un rendiment esperat, després d'un any, que és cinc vegades la desviació estàndard. Suposant una distribució normal, la probabilitat del seu fracàs (retorn negatiu) és inferior a un en un milió; a la pràctica, pot ser més alt. Les distribucions normals que sorgeixen a les finances generalment ho fan perquè els factors que influeixen en el valor o el preu d'un actiu són matemàticament "bon comportament", i el teorema central del límit proporciona aquesta distribució. Tanmateix, els esdeveniments traumàtics del "món real" (com ara un xoc del petroli, una gran fallida corporativa o un canvi brusc en una situació política) no solen tenir un bon comportament matemàtic.